# Reid and Sigrist R.S.3
Reid and Sigrist R.S.3 là một loại máy bay huấn luyện nâng cao của Anh được phát triển khi Chiến tranh thế giới II sắp kết thúc.

## Tính năng kỹ chiến thuật (R.S.3)
Đặc điểm tổng quát
- Tổ lái: 1
- Chiều dài: 25 ft 6 in (7,77 m)
- Sải cánh: 34 ft (10,4 m)
- Chiều cao: 8 ft 11 in (2,72 m)
- Diện tích cánh: 212 sq ft (19,7 m²)
- Trọng lượng có tải: 3.300 lb (1.500 kg)
- Động cơ: 2 × de Havilland Gipsy Major I, 130 hp (97 kW)  mỗi chiếc

 Hiệu suất bay 
- Vận tốc cực đại: 162 mph (261 km/h)
- Vận tốc hành trình: 150 mph (240 km/h) trên độ cao 6.000 ft (1.800 m)
- Thất tốc: 65 mph (105 km/h)
- Tầm bay: 900 dặm (1.450 km)
- Trần bay: 24.000 ft (7.300 m)